# 2676 Aarhus
2676 Aarhus eller 1933 QV är en asteroid i huvudbältet, som upptäcktes 25 augusti 1933 av den tyske astronomen Karl Wilhelm Reinmuth i Heidelberg. Den har fått sitt namn efter den danska staden Århus.
Asteroiden har en diameter på ungefär 8 kilometer.